# Edificio de la Diputación Provincial de Almería
El edificio que actualmente alberga la Diputación Provincial de Almería es un ejemplo de residencia burguesa del siglo XIX situado en la ciudad de Almería (provincia de Almería, Andalucía, España).

## Historia y descripción
Diseñado en 1884 por el arquitecto municipal Trinidad Cuartara sobre un proyecto de 1880, fue residencia de Juan Lirola, alcalde de la capital almeriense y político liberal. Desde los años 1960 es sede de la Diputación Provincial de Almería.
El edificio, gran ejemplo del eclecticismo reinante en la época, posee dos plantas, la inferior de cantería y rica decoración en piedra. Sus dos fachadas dan a las calles Reyes Católicos y Navarro Rodrigo y se unen en un cuerpo curvado presidido por un gran mirador, bajo el que antiguamente se encontraba la entrada principal, la cual quedaba encuadrada bajo arco de medio punto y columnas corintias. Se organiza por lo demás en torno a un jardín, hoy patio cubierto utilizado como espacio expositivo.